# Cetrelia pseudolivetorum
Cetrelia pseudolivetorum är en lavart som först beskrevs av Asahina, och fick sitt nu gällande namn av W. L. Culb. & C. F. Culb. Cetrelia pseudolivetorum ingår i släktet Cetrelia och familjen Parmeliaceae.   Inga underarter finns listade i Catalogue of Life.